# 4684 Bendjoya
4684 Bendjoya este un asteroid din centura principală, descoperit pe 10 aprilie 1978 de Henri Debehogne.